# Wat een dag
Wat een dag – utwór holenderskiej wokalistki Greetje Kauffeld, napisany przez Dicka Schalliesa i Pietera Goemansa, a nagrany oraz wydany w 1961 roku. Singiel reprezentował Holandię podczas finału 6. Konkursu Piosenki Eurowizji w tym samym roku.
Podczas konkursu, który odbył się 18 marca 1961 roku w Palais des Festivals w Cannes, utwór został zaprezentowany jako szósty w kolejności i ostatecznie zdobył 6 punktów, kończąc udział na dziesiątym miejscu w ogólnej klasyfikacji, remisując z reprezentantką Finlandii – Lailą Kinnunen, która zgłosiła się do udziału w imprezie z piosenką „Valoa ikkunassa”. Dyrygentem orkiestry podczas występu Kauffeld był Dolf van der Linden. 
W tym samym roku Eddy Doorenbos postanowił nagrać swoją wersję utworu, a nową, fortepianową aranżację stworzył Peter Kreuder, który umieścił ją potem na płycie Piano Parade. Dziewięć lat później własne wykonanie piosenki nagrała Letty De Jong, a jej wykonanie znalazło się na albumie kompilacyjnym 14 Jaar Songfestival.